# زبرمونما
زبرمونما(نام علمی: Pseudochaete) نام یک سرده از تیره زبرموداران است.